# 下神木るこ
下神木 るこ（したかみき るこ）は、日本の漫画家。ニコニコ静画に漫画作品を投稿した後、描き直した内容を『ガンガンONLINE』に連載し、単行本化している。

## 著作
- ドミノキック 並べられたドミノをキックしたらどうなるのかしら?（ガンガンONLINE 2014年 - 2015年 全2巻）
- 海も川もないので女子高で釣りしてみた（ガンガンONLINE 2017年 - 既刊1巻）